# SunTrust Banks

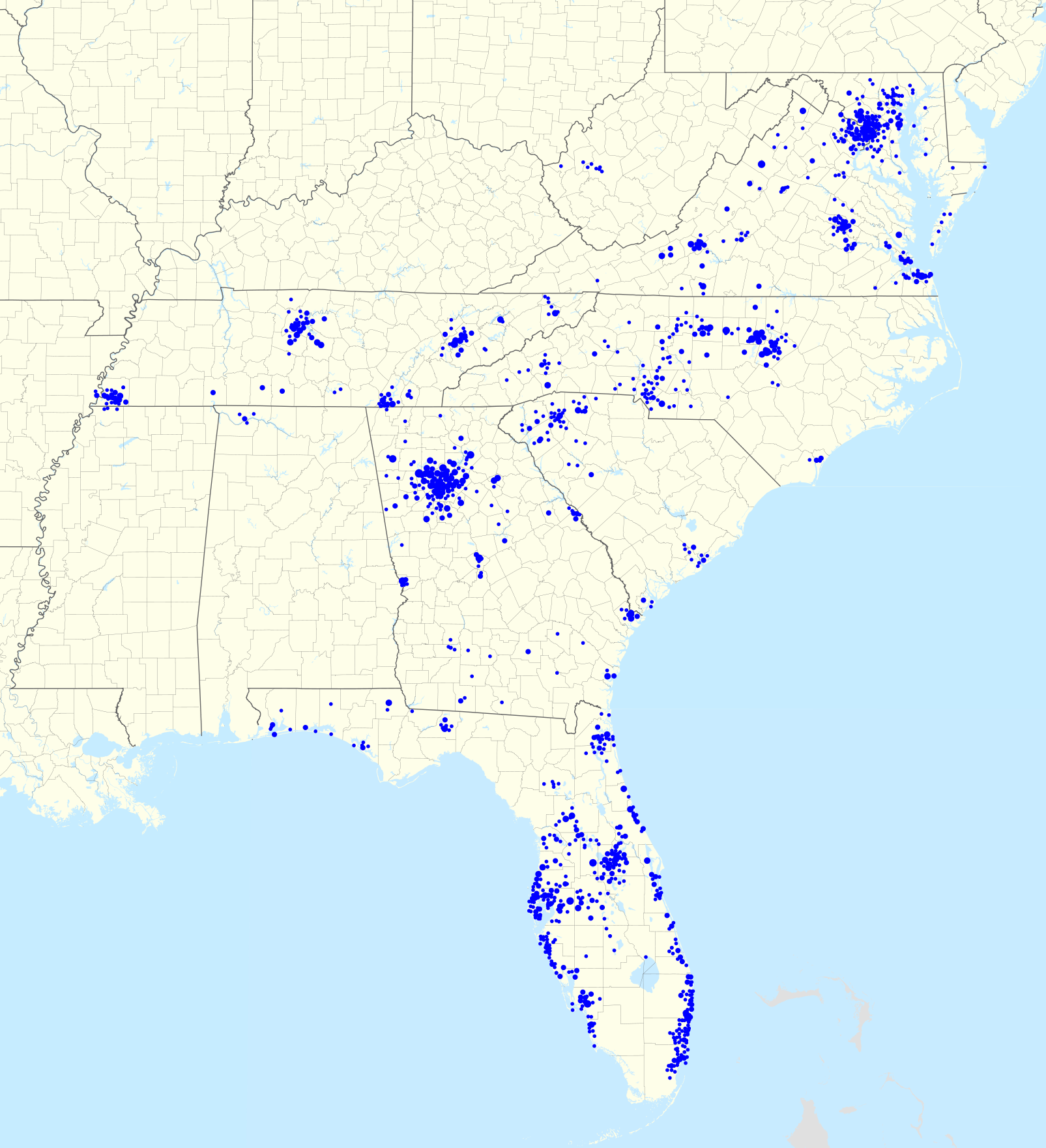
Carte des implantations locales de SunTrust Banks en 2010.

SunTrust Banks est une banque dont le siège social est situé à Atlanta dans l'État de la Géorgie aux États-Unis.
En septembre 2009, SunTrust Banks gère 172,7 milliards de dollars d'actif, avec environ 28 000 employés et 1 700 agences, situées dans l'Alabama, l'Arkansas, la Floride, la Géorgie, le Maryland, le Mississippi, la Caroline du Nord, la Caroline du Sud, le Tennessee, la Virginie, la Virginie-Occidentale et Washington, D.C..

## Histoire
En 1985, Trust Company et SunBanks fusionnent pour créer SunTrust Banks. Trust Company était basée à Atlanta en Géorgie et SunBanks à Orlando en Floride.
En 1986, SunBanks acquiert Third National pour 734 millions de dollars. Third National était basé à Nashville, dans le Tennessee, avec 134 agences, alors que SunTrust avait 480 agences,,.
En 1998, SunTrust acquiert Crestar Financial pour 9,5 milliards de dollars. Crestar Financial est présente en Virginie, au Maryland et à Washington avec 396 agences et 9 300 employés, alors que SunTrust était présent essentiellement en Floride, en Géorgie, au Tennessee et en Alabama avec 697 agences et 21 700 employés,,.
En 2001, SunTrust acquiert Robinson-Humphrey, une banque d'investissement, à Wachovia, pour un montant inconnu, après avoir fait une offre peu de temps après de 14,7 milliards sur Wachovia.
En 2004, SunTrust Banks acquiert National Commerce Financial pour 7 milliards de dollars. National Commerce est basée à Memphis et dispose de 500 agences,.
En février 2019, BB&T et SunTrust annoncent fusionner leur activité, par un échange d'action de l'ordre 28 milliards de dollars, pour crée dans un nouvel ensemble basé à Charlotte qui devient la 6ème banque des États-Unis, avec 10 millions de clients, 442 milliards d'actifs, 301 milliards de crédits et 324 milliards de dépôts. Lors de cette fusion, les actionnaires de BB&T posséderont 57 % du nouvel ensemble contre 43 % pour ceux de SunTrust,,.